# Serin
Serin (zkratka Ser nebo S) je neesenciální, glukoplastická aminokyselina, její L-forma je aminokyselina biogenní, jedna ze základních stavebních složek proteinů. Je polární, tudíž hydrofilní.
Během proteosyntézy je kódována triplety UCU, UCC, UCA, UCG, AGU a AGC. a důležitou součástí mnoha bílkovin, ve fosfoproteinech je jeho OH skupina esterifikována zbytkem kyseliny fosforečné, v O-glykoproteinech je to serin, na jehož postranní řetězec je navázaný řetězec oligosacharidů. Serin je hlavní složkou strukturní bílkoviny fibroinu, která tvoří vlákna hedvábí. Z hedvábí byl také poprvé izolován a pojmenován podle latinského jména pro hedvábí, sericum.
Serin tvoří aktivní místo enzymů, především serinových proteáz, jako je trypsin či chymotrypsin, a cholinesteráz.
V metabolických drahách se serin uplatňuje jako substrát při biosyntéze purinů a pyrimidinů, je prekurzorem syntézy glycinu, cysteinu a folátu.

## Biosyntéza

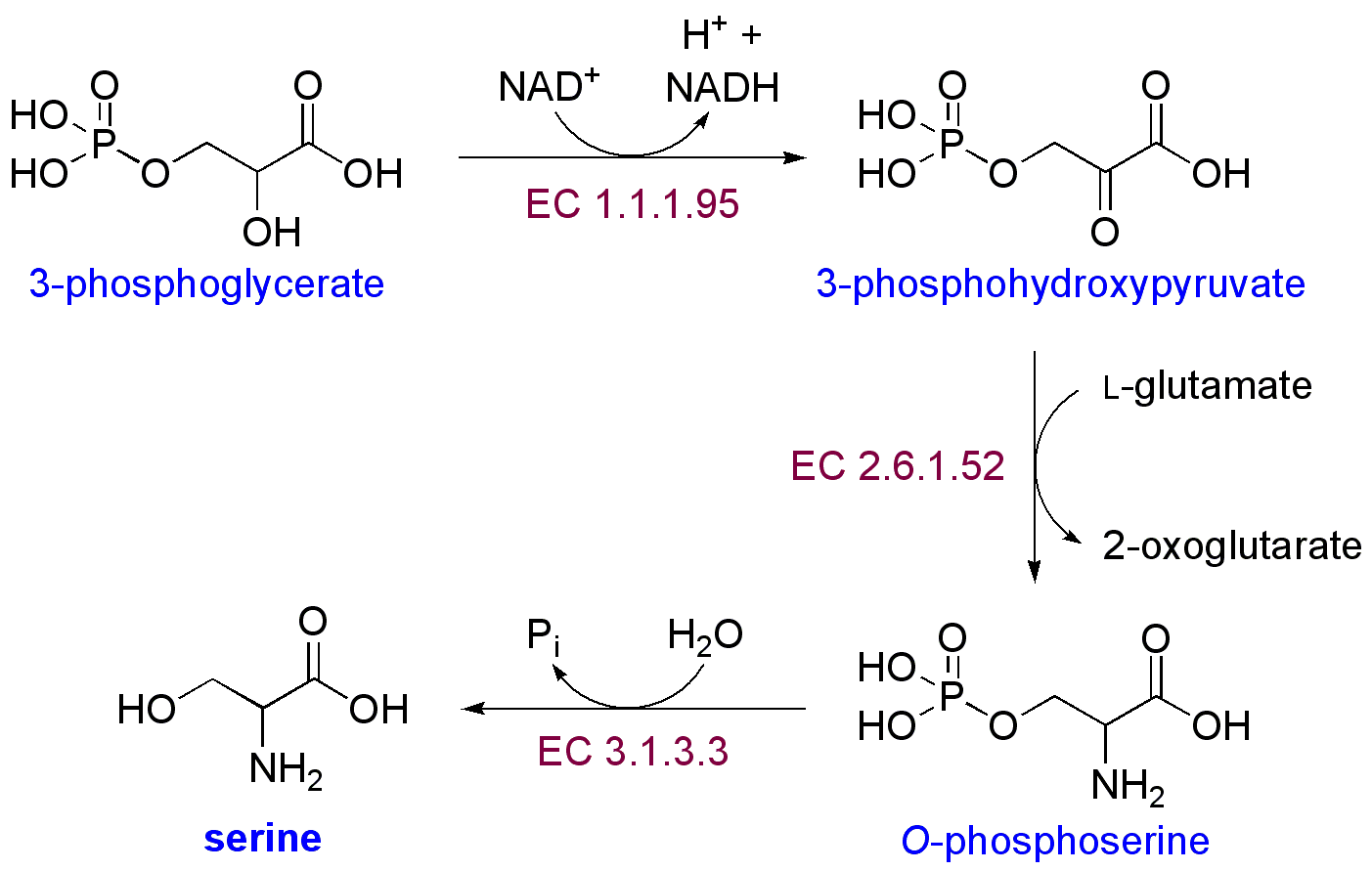
Biosyntéza serinu

Serin je neesenciální aminokyselina a v živočišném těle je snadno syntetizován z intermediátu glykolýzy, D-3-fosfoglycerátu. α-hydroxyskupina je nejprve oxidována na oxoskupinu, dále je transaminací vytvořen fosfoserin, který je defosforylován na serin.

## Degradace
V játrech většiny obratlovců včetně člověka je serin degradován na glycin a H4folát. Tato reakce je zvratná. Glycin může být dále přeměněn na pyruvát, který je substátem pro glukoneogenezi. Serin je proto řazen mezi glukoplastické aminokyseliny.